# Samboal
Samboal település Spanyolországban, Segovia tartományban. Samboal Chañe, Cuéllar, San Martín y Mudrián, Navas de Oro, Coca, Fresneda de Cuéllar és Íscar községekkel határos. Lakosainak száma 461 fő (2024).

## Népesség
A település népessége az elmúlt években az alábbi módon változott:
| Lakosok száma | 579  | 560  | 515  | 530  | 502  | 488  | 469  | 457  | 464  | 461  |
|               | 2001 | 2004 | 2007 | 2009 | 2012 | 2014 | 2017 | 2019 | 2022 | 2024 |